# Wolfgang Beck (Theologe)
Wolfgang Beck (* 13. Januar 1974 in Hildesheim) ist ein katholischer Priester und deutscher Pastoraltheologe.

## Leben
Nach seiner Schulzeit am Josephinum in Hildesheim studierte Wolfgang Beck zwischen 1993 und 1999 katholische Theologie an der PTH Sankt Georgen in Frankfurt a. M. und der LMU in München. 1999 beendete er sein Studium an der PTH Sankt Georgen mit dem Diplom in katholischen Theologie und ging für zehn Monate an die Dormitio-Abtei nach Jerusalem. Im Jahr 2000 folgte der Einstieg in den Pastoralkurs des Bistums Hildesheim, 2001 wurde er zum Diakon und 2002 zum Priester geweiht. Anschließend war er für drei Jahre Kaplan in der Propsteigemeinde St. Aegidien in Braunschweig, bevor er 2005 in Hannover als Hochschulseelsorger, Schulseelsorger (St. Ursulaschule) und Kaplan (Propsteigemeinde St. Clemens) eingesetzt wurde. Im selben Jahr nahm er auch ein Promotionsstudium im Fach Pastoraltheologie in Graz bei Rainer Bucher auf. Seine Dissertation mit dem Titel „Die unerkannte Avantgarde im Pfarrhaus. Zur Wahrnehmung eines abduktiven Lernortes kirchlicher Pastoralgemeinschaft“ beendete er im Jahr 2008. Von 2008 bis 2015 leitete er als Pfarrer die katholischen Kirchengemeinden St. Godehard und St. Benno in Hannover-Linden, ab 2010 zusätzlich die Pfarreien Christkönig (Hannover-Badenstedt) und Maria Trost (Hannover-Ahlem).
Von 2015 bis 2022 war Wolfgang Beck Juniorprofessor für Pastoraltheologie und Homiletik an der PTH Sankt Georgen in Frankfurt a. M. Im Sommersemester 2021 habilitierte er sich im Fach Pastoraltheologie an der Universität Graz (Österreich). Von 2020 bis 2023 war er Dozent für Homiletik am überdiözesanen Priesterseminar und Studienhaus St. Lambert Lantershofen. Seit dem Jahr 2022 ist Wolfgang Beck ordentlicher Professor für Pastoraltheologie und Homiletik an der PTH Sankt Georgen in Frankfurt a. M. Mit Wirkung zum 1. Oktober 2024 wurde er zum Rektor dieser Hochschule ernannt. Außerdem ist er seit dem Jahr 2011 Mitglied des Sprecherteams für das Wort zum Sonntag.

## Tätigkeiten
Neben seiner Lehrtätigkeit ist Beck Priester des Bistums Hildesheim und Sprecher des Wortes zum Sonntag (ARD). Seit 2017 ist er Teil des Redaktionsteams von feinschwarz.net, einem theologischen Feuilleton. An der PTH Sankt Georgen leitet er zudem das Studienprogramm Medien. 

## Bibliografie

### Bücher
- Die unerkannte Avantgarde im Pfarrhaus. Zur Wahrnehmung eines abduktiven Lernortes kirchlicher Pastoralgemeinschaft. Reihe: Werkstatt Theologie Bd. 12 (Diss.), Berlin 2008.
- mit Christian Hennecke: Think about. Das Sakrament der Buße mit Kindern, Jugendlichen und Erwachsenen neu entdecken. München 2008.
- Die katholische Kirche und die Medien. Einblick in ein spannungsreiches Verhältnis. Würzburg 2018.
- Beck, Wolfgang / Nord, Ilona / Joachim, Valentin (Hgg.), Theologie und Digitalität. Ein Kompendium, Freiburg/B. 2021.
- Ohne Geländer. Pastoraltheologische Fundierungen einer risikofreudigen Ekklesiogenese, Ostfildern 2022 (Habilitationsschrift).
- Sprung in den Staub. Elemente einer risikofreudigen Praxis christlichen Lebens. Ein Essay, Matthias Grünewald Verlag (Verlagsgruppe Patmos), Ostfildern 2024.[4]

### Artikel (Auswahl)
- Migration in der Predigt? Ein Anlass zu aufmerksamer (Selbst-)Wahrnehmung. In: Lebendige Seelsorge 69 (2018), S. 129–133.
- Coole Macher und softe Loser? Männerbilder in Medien und das theologische Lernfeld biographischer Heterogenität. In: ThPQ 166 (2018), S. 141–149.
- Das schnelle Urteil. Oder: Homiletische Lerneffekte in modernen Medien. In: Hans Pock u. a. (Hrsg.): Wo heute predigen? Verkündigen an bekannten und ungewöhnlichen Orten. Graz 2018, S. 251–263.
- Die Macht der Couch. Homiletische Lerneffekte entstehen an Orten moderner Medien. In: Communicatio Socialis 50 (2017), S. 113–124.
- Kirche im Abseits? Die Herausforderung gesellschaftsprägender Digitalität. In: www.futur2.org. Zeitschrift für Strategie und Entwicklung in Gesellschaft und Kirche 6 (2/2017).
- Die Chance der Religionssatire in säkularer Gesellschaft. Ekklesiale Kränkungen und die Sehnsüchte hinter der Rede vom „christlichen Abendland“ in pastoraltheologischer Betrachtung. In: Dirk Ansorge (Hrsg.): Pluralistische Identität. Beobachtungen zu Herkunft und Zukunft Europas. Darmstadt 2016, S. 230–242.